# 谢哲
謝哲（509年—567年），字穎豫，陳郡陽夏人。

## 生平
祖父謝朏，曾是南朝梁司徒。父謝譓，是南朝梁右光祿大夫。謝哲舉止悠雅，襟情豁然，為當時士子君子所敬重。早年擔任秘書郎，累遷廣陵太守。侯景之乱，因为母亲年老寓居广陵，陈霸先自京口渡江应接郭元建，謝哲投奔，深被敬重。陈霸先为南徐州刺史，以谢哲为长史。荆州陷于西魏，陈霸先派谢哲奉表于晋安王萧方智劝进。萧方智承制征謝哲为给事黄门侍郎，领步兵校尉。贞阳侯萧渊明僭位，以谢哲为通直散骑常侍，侍东宫。萧方智即位为梁敬帝，谢哲兼侍中。陈霸先建立南朝陳，謝哲迁都官尚书、豫州大中正、吏部尚书。出为明威将军、晋陵郡太守，官至中书令。陈文帝嗣位，謝哲为太子詹事。出为明威将军、衡阳内史，秩中二千石。迁长沙郡太守，将军、加秩如故。还除散骑常侍、中书令。废帝陈伯宗即位，謝哲以本官领前将军。陈顼为录尚书，引謝哲为侍中、仁威将军、司徒左长史。未拜，光大元年（567年）謝哲去世，时年59岁，赠侍中、中书监，谥康子。

## 延伸阅读
[在维基数据编辑]
 《陳書·卷21》，出自姚思廉《陳書》